# 乌鲁哈克托克
乌鲁哈克托克（英語：Ulukhaktok，因纽特语：Ulukhaqtuuq，ulukhɑqtuːq̚），是加拿大西北地区因纽维克地区的一个小村庄，坐落于维多利亚岛的西海岸，是该岛唯二的永久定居点之一（另一个是剑桥湾，属于努纳武特管辖）。